# L'Argilière
Pour plus de détails, voir Fiche technique et Distribution.
L'Argilière (Не чужие, Ne tchoujie) est un film russe réalisé par Vera Glagoleva, sorti en 2018.

## Synopsis
Ludmila retourne chez sa mère après avoir échoué professionnellement à Moscou. Sa sœur Galina va se marier à Rouslam.

## Fiche technique
- Titre original : Не чужие, Ne tchoujie
- Titre français : L'Argilière
- Réalisation : Vera Glagoleva
- Scénario : Olga Pogodina-Kouzmina
- Pays d'origine : Russie
- Format : Couleurs - 35 mm
- Genre : drame
- Durée : 78 minutes
- Date de sortie : 2015

## Distribution
- Lilia Volkova : Ludmila
- Anna Kapaleva : Galina
- Sanjar Madi : Roustam
- Tatiana Vladimirova : la mère de Galina et Ludmila
- Ivan Tityaev : Micha